# Kamikaze (revistă)
Kamikaze este o revistă din România, înființată în martie 2010 de foști redactori ai publicației Academia Cațavencu.